# Фамильяр

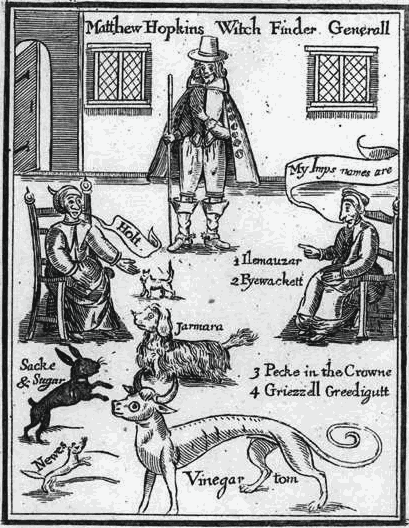
Ведуны и их фамильяры
на фронтисписе трактата М. Хопкинса, 1647

Фамилья́р (англ. familiar, фр. familier; в русском языке — приживала) — волшебный териоморфный дух, согласно средневековым западноевропейским поверьям, служивший ведьмам, колдунам и другим практикующим магию.
Считалось, что фамильяры служили и помогали колдунам и ведьмам по хозяйству, в различных бытовых делах, но также при случае могли помочь околдовать кого-нибудь. Фамильяр обладал разумом на уровне обычного человека, имел собственное имя и чаще всего принимал форму животного. Так как они выглядели как обычные животные, то они вполне могли шпионить за врагами хозяина. Некоторые колдуны полагались полностью на фамильяра, как если бы он был их ближайшим другом.
Фамильяры упомянуты в шекспировском «Макбете» и других известных литературных произведениях. В большинстве из них фамильяры предстают в образе кошки (особенно чёрной), совы, собаки, и иногда лягушки или жабы. Совсем редко фамильяров представляют в формах, не имеющих прямой аналогии в мире зоологии.
Например, в рассказе Антония Погорельского «Лафертовская маковница» (1825) перед старухой-колдуньей «плавно выступал черный кот с сверкающими глазами и с поднятым вверх хвостом», причём «иные даже божились, что любимый черный кот, каждое утро провожающий старуху до ворот и каждый вечер её встречающий, не кто иной, как сам нечистый дух». Как-то раз племянница «бросив нечаянно взгляд на чёрного кота, увидела, что на нём зелёный мундирный сюртук; а на место прежней котовой круглой головки показалось ей человеческое лицо, которое, вытараща глаза, устремляло взоры прямо на неё».
В магии фамильяром считается живое существо, в которое маг отобразил частичку собственного духа для того, чтобы получить возможность наложения чар на самого себя без выгорания души (кроме этого имеются и еще некоторые преимущества в наличии фамильяра). Без наличия фамильяра маг может непосредственно использовать для личных целей лишь те чары, что не изменяют/обновляют/восстанавливают самого мага, так, например, маг не может исцелить себя без фамильяра, но может использовать отложенные чары для того же исцеления. Фамильяром не может быть разумное существо, более высокоразвитое, нежели маг.